# Automattic
Automattic Inc. — американская корпорация в сфере веб-программирования, основанная в августе 2005 года. Название компании обыгрывает первое имя собственного основателя — Мэтта Мюлленвега.

## История
12 июня 2001 года Мишель Вальдриги начал разработку движка b2, впоследствии к проекту присоединились Мэтт Мюлленвег и Майк Литтл. В январе 2003 года Вальдриги прекратил разработку, поэтому автором WordPress считается Мэтт Мюлленвег. В 2003 году компания CNET стала использовать WordPress для своих проектов. Мюлленвег встретился с вице-президентом компании и принял предложение о сотрудничестве. В 2005 году он ушёл из CNET, основал Automattic, посвятив себя разработке проектов на движке WordPress.
11 января 2006 года стало известно, что Тони Шнейдер покинет Yahoo! ради Automattic для работы там в качестве CEO. В прошлом он был CEO компании Oddpost, которая была куплена Yahoo!, в которой он продолжил работать.
В апреле 2006 года благодаря Regulation D стало известно, что Automattic получило примерно 1,1 млн долл. через инвестиции, о которых Мюлленвег сообщил в своём блоге. Инвесторами выступили Polaris Ventures, True Ventures, Radar Partners и CNET.
23 сентября 2008 года стало известно о покупке IntenseDebate, 15 ноября был приобретён PollDaddy.
9 сентября 2010 года Automattic передало WordPress торговые марки и контроль над сервисами bbPress и BuddyPress через некоммерческий фонд WordPress Foundation.
В мае 2014 года компания получила 317,3 млн долл. в ходе пяти инвестиционных раундов, в последнем из которых её стоимость оценивалась в 1,16 млрд долл.
19 мая 2015 года Automattic сообщило о приобретении WooThemes, включая её флагманский проект WooCommerce.
21 ноября 2016 года через дочерние компании Knock Knock и WHOIS There создала и затем управляла сервисом .blog gTLD, став регистратором доменов.
21 июня 2018 года Automattic приобрело издательскую платформу Atavist и её журналы.
В августе 2019 года Automattic приобрёл Tumblr у Verizon Media за неназванную сумму.
К августу 2019 года в компании числилось 940 сотрудников. Её корпоративной культуре посвящена книга журналиста Скотта Беркуна The Year Without Pants: WordPress.com and the Future of Work.
В июне 2021 года Automattic приобрёл Day One.

## Проекты
| - After the Deadline - Akismet - bbPress - blo.gs - BuddyPress - Cloudup - Ping-O-Matic - GlotPress - Gravatar - IntenseDebate - Longreads | - Mongoose ODM - Crowdsignal (ранее известен как Polldaddy) - Poster - Simplenote - Scroll Kit - Tumblr - VaultPress Press sites - VideoPress - WooCommerce - WordPress |